# سايكو سيد
سيدني ريمون «سيد» أيودي (بالإنجليزية: Sid Eudy)‏ (ولد في 16 ديسمبر 1960) هو مصارع أمريكي محترف. اشتهر باسم سايكو سيد. حاز على العديد من البطولات منها بطولة العالم للمصارعة (WCW) والاتحاد العالمي للمصارعة (WWF، WWE الآن).

## روابط خارجية
- سايكو سيد على موقع دبليو دبليو إي (الإنجليزية)
- سايكو سيد على موقع WrestlingData.com (الإنجليزية)
- سايكو سيد على موقع CageMatch worker (الإنجليزية)
- سايكو سيد على موقع قاعدة بيانات المصارعة على الإنترنت (الإنجليزية)
- سايكو سيد على موقع عالم المصارعة على الإنترنت (الإنجليزية)
- سايكو سيد على موقع عالم المصارعة على الإنترنت (الإنجليزية)
- سايكو سيد على موقع IMDb (الإنجليزية)
- سايكو سيد على موقع قاعدة بيانات الفيلم (الإنجليزية)